# فهرست بازیکنان ملی‌پوش فوتبال ایران با تابعیت دوگانه
این فهرست دربارهٔ بازیکنان فوتبالی است که دارای تابعیت مضاعف ایرانی و یک کشور دیگر هستند و برای تیم ملی فوتبال ایران یا تیم ملی تابعیت دیگر خود بازی کرده‌اند.

## تیم ملی ایران
| نام            | تابعیت دیگر | محل تولد (اصل خاک) | تبار (اصل خون)                           | تیم ملی ایران | تیم ملی ایران | تیم ملی ایران | تیم ملی دیگر      |
| نام            | تابعیت دیگر | محل تولد (اصل خاک) | تبار (اصل خون)                           | سال‌های بازی   | بازی ملی      | گل ملی        | تیم ملی دیگر      |
| -------------- | ----------- | ------------------ | ---------------------------------------- | ------------- | ------------- | ------------- | ----------------- |
| حسین ثابت‌زاده  | لبنان       | خرمشهر، ایران      | پدر و مادر ایرانی                        | ۱۳۳۹–۱۳۳۶     | ۱۳            | ۱۰            | تیم ملی لبنان     |
| پیر کارلو      | لهستان      | لهستان             | غیرایرانی                                | ۱۳۲۶          | ۱             | ۰             | —                 |
| لیث نوبری      | عراق        | بغداد، عراق        | پدر و مادر ایرانی (معاود)                | ۱۳۷۹          | ۳             | ۰             | —                 |
| فریدون زندی    | آلمان       | امدن، آلمان        | دورگه: پدر ایرانی، مادر آلمانی           | ۱۳۸۸–۱۳۸۴     | ۲۹            | ۵             | زیر ۲۱ سال آلمان  |
| امیر شاپورزاده | آلمان       | تهران، ایران       | پدر و مادر ایرانی                        | ۱۳۸۷          | ۱             | ۰             | —                 |
| اشکان دژآگه    | آلمان       | تهران، ایران       | پدر و مادر ایرانی                        | ۱۳۹۸–۱۳۹۰     | ۵۹            | ۱۱            | تیم‌های پایه آلمان |
| امید نظری      | سوئد        | مالمو، سوئد        | دورگه: پدر ایرانی، مادر فیلیپینی         | ۱۳۹۱          | ۵             | ۱             | —                 |
| رضا قوچان‌نژاد  | هلند        | مشهد، ایران        | پدر و مادر ایرانی                        | ۱۳۹۷–۱۳۹۱     | ۴۴            | ۱۷            | تیم‌های پایه هلند  |
| دانیال داوری   | آلمان       | گیسن، آلمان        | دورگه: پدر ایرانی، مادر آلمانی - لهستانی | ۱۳۹۳–۱۳۹۲     | ۴             | ۰             | —                 |
| مهرداد بیت‌آشور | آمریکا      | سن‌خوزه، آمریکا     | پدر و مادر ایرانی                        | ۱۳۹۳–۱۳۹۲     | ۶             | ۰             | —                 |
| سامان قدوس     | سوئد        | مالمو، سوئد        | پدر و مادر ایرانی                        | تاکنون–۱۳۹۶   | ۵۹            | ۳             | —                 |

## تیم ملی دیگر کشورها
| نام                | تابعیت دیگر       | محل تولد (اصل خاک)           | تبار (اصل خون)                   | تیم ملی     | تیم ملی  | تیم ملی | توضیحات                                                           |
| نام                | تابعیت دیگر       | محل تولد (اصل خاک)           | تبار (اصل خون)                   | سال‌های بازی | بازی ملی | گل ملی  | توضیحات                                                           |
| ------------------ | ----------------- | ---------------------------- | -------------------------------- | ----------- | -------- | ------- | ----------------------------------------------------------------- |
| حسینعلی‌خان سردار   | سوئیس             | تهران، ایران                 | پدر و مادر ایرانی                | ۱۹۲۰        | ۱        | ۰       | عضو تیم منتخب تهران                                               |
| محمد رضا ثابت زاده | آمریکا            | مونتویل، آمریکا              | پدر و مادر ایرانی                | ۲۰۰۳        | ۱        | ۰       | فرزند مهدی ثابت‌زاده                                               |
| بهرنگ صفری         | سوئد              | تهران، ایران                 | پدر و مادر ایرانی                | ۲۰۰۸–۲۰۱۳   | ۳۱       | ۰       | عضو تیم بازل سوئیس                                                |
| میثاق بهادران      | فیلیپین           | مابالاکات، فیلیپین           | دورگه: پدر ایرانی، مادر فیلیپینی | ۲۰۱۱–اکنون  | ۵۵       | ۷       | کاپیتان سابق تیم ملی فوتسال فیلیپین                               |
| دنیل ارزانی        | استرالیا          | خرم آباد، ایران              | پدر و مادر ایرانی                | ۲۰۱۷–اکنون  | ۶        | ۱       | تیم ملی فوتبال استرالیا                                           |
| علی قربانی         | جمهوری آذربایجان  | مازندران، ایران              | پدر و مادر ایرانی                | ۲۰۲۰–اکنون  | ۸        | ۰       | تیم ملی فوتبال آذربایجان                                          |
| حجت حق‌وردی         | جمهوری آذربایجان  | مشهد، ایران                  | پدر و مادر ایرانی                | ۲۰۲۱–اکنون  | ۲۰       | ۱       | تیم ملی فوتبال آذربایجان                                          |
| سروش نصرالهی پری   | امارات عربی متحده | تهران، ایران                 | پدر و مادر ایرانی                | ۲۰۱۰-۲۰۰۸   | ۸        | ۰       | عضو تیم پرسپولیس تهران -صنعت نفت آبادان -الدحیل قطر- الوصل امارات |
| امیر رحمانی        | کوزوو             | پریشتینا، صربستان و مونتنگرو | اجداد ایرانی                     | ۲۰۱۵–اکنون  | ۴۲       | ۶       | تیم ملی فوتبال کوزوو                                              |